# Airco DH.1
Airco DH.1 là loại máy bay quân sự hai tầng cánh đầu tiên có dạng động cơ đẩy, trang bị cho Quân đoàn Không quân Hoàng gia trong Chiến tranh thế giới I.

## Biến thể
- DH.1:
- DH.1A:

## Quốc gia sử dụng
Anh Quốc
- Quân đoàn Không quân Hoàng gia

## Tính năng kỹ chiến thuật (DH.1)

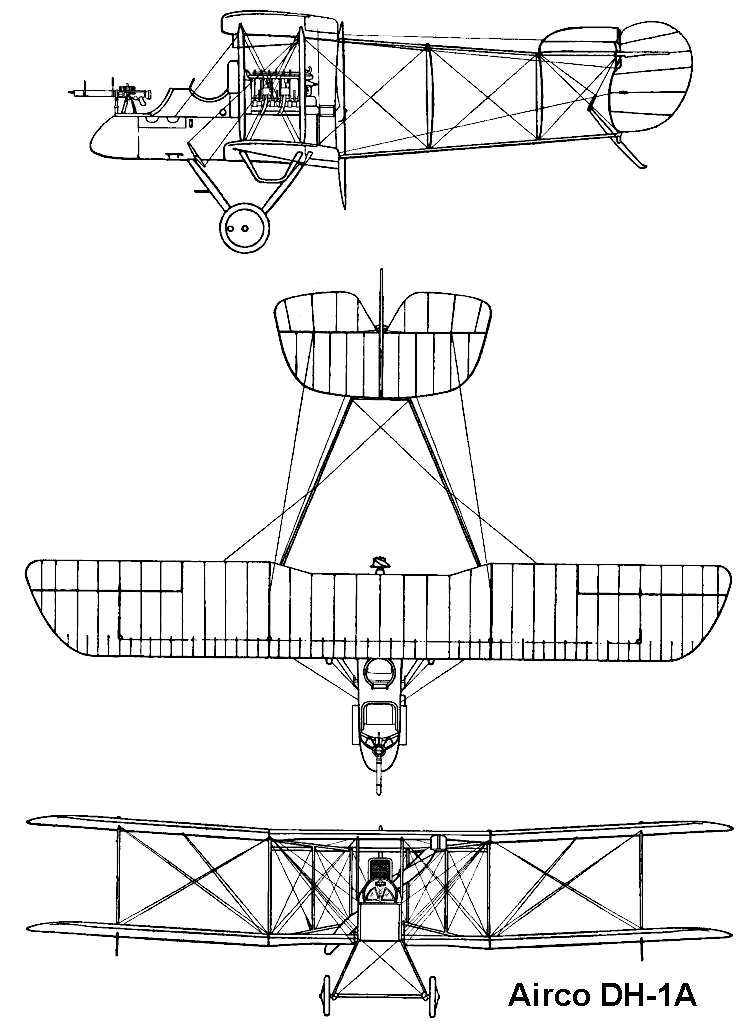
3-view

Dữ liệu lấy từ De Havilland Aircraft since 1909
Đặc điểm tổng quát
- Kíp lái: 2
- Chiều dài: 28 ft 11⅝ in (8,83 m)
- Sải cánh: 41 ft 0 in (12,50 m)
- Chiều cao: 11 ft 4 in (3,46 m)
- Diện tích cánh: 426 sq ft (39,6 m²)
- Trọng lượng rỗng: 1.356 lb (616 kg)
- Trọng lượng có tải: 2.044 lb (927 kg)
- Động cơ: 1 × Renault, 70 hp (50 kW)

 Hiệu suất bay 
- Vận tốc cực đại: 80 mph (70 kn, 130 km/h)
- Vận tốc lên cao: 350 ft/phút (1,7 m/s)

Trang bị vũ khí

1 súng máy